# 迦勒·潘恩
迦勒·潘恩（Caleb Paine，1990年11月15日—），是一名出生於美國加利福尼亞州檸檬林的帆船運動員，主攻芬蘭級項目。他曾在2016年里約夏季奧運獲得一枚銅牌。

## 外部連結
- 官方网站
- 迦勒·潘恩的Facebook專頁
- Caleb Paine （页面存档备份，存于） - ISAF